# Yury Vladimirovich Nikulin
Yury Vladimirovich Nikulin (tiếng Nga: Юрий Владимирович Никулин) là một diễn viên điện ảnh nổi tiếng của Liên Xô. Ông được xem là danh hề thành công nhất trên màn bạc những thập niên 60, 70 thế kỷ XX.